# رباني غلام
رباني غلام (مواليد 8 أكتوبر 1951) هو ملاكم أفغانستاني، مثّل بلاده في الألعاب الأولمبية الصيفية 1980.

## روابط خارجية
رباني غلام على موقع أوليمبيديا (الإنجليزية)